# Vier Wände für Zwei
Vier Wände für Zwei (Originaltitel: El inconveniente) ist eine spanische Komödie unter der Regie von Bernabé Rico aus dem Jahr 2020.
Er wurde von La Claqueta PC und Talycual Producciones zusammen mit El inconveniente AIE und La Cruda Realidad produziert, mit Beteiligung von Radio y Televisión de Andalucía und RTVE.

## Handlung
Sara ist eine erfolgreiche Frau Ende dreißig, die bei einer Lebensversicherung arbeitet und seit acht Jahren mit Daniel verheiratet ist. Nicht mehr an die Zukunft ihrer Ehe glaubend, sucht sie sich eine eigene Wohnung. 
Der unerfahrene Immobilienmakler Óscar stellt ihr eine schöne Wohnung im Zentrum von Sevilla vor, die für einen ungewöhnlich niedrigen Kaufpreis angeboten wird. Die Wohnung kommt mit einer unanehmlichen Bedingung: Sara kann erst einziehen, wenn die derzeitige Besitzerin Lola verstorben ist. 
Sara trifft sich mit Lola, die sich als wortgewandte, kettenrauchende und freigeistige Überlebende eines dreifachen Bypasses herausstellt. Zwischen der konservativen Karrierefrau und der freigeistigen älteren Dame entwickelt sich eine ungewöhnliche Freundschaft.

## Veröffentlichung
Der Film hatte seine Premiere am 24. August 2020 auf dem Filmfestival Málaga. Am 7. August 2022 wurde er auf dem Filmfestival Schaan gezeigt.
Vier Wände für Zwei kam am 18. Dezember 2020 in die spanischen und am 7. Juli 2022 in die deutschen und Schweizer Kinos.

## Rezeption

### Auszeichnungen und Nominierungen
Der Film wurde für drei Goya-Auszeichnungen und zwei Feroz-Auszeichnungen nominiert.
| Auszeichnung         | Kategorie               | Nominiert    | Resultat  |
| -------------------- | ----------------------- | ------------ | --------- |
| Goya-Auszeichnungen  | Beste Nachwuchsregie    | Bernabé Rico | Nominiert |
| Goya-Auszeichnungen  | Beste Hauptdarstellerin | Kiti Mánver  | Nominiert |
| Goya-Auszeichnungen  | Beste Nebendarstellerin | Juana Acosta | Nominiert |
| Feroz-Auszeichnungen | Beste Hauptdarstellerin | Kiti Mánver  | Nominiert |
| Feroz-Auszeichnungen | Beste Nebendarstellerin | Juana Acosta | Nominiert |

### Kritik
„In den Hauptrollen ausgezeichnet gespielte Tragikomödie, die mit feiner Melancholie von Wohnungsnot, Existenzängsten in Wirtschaftskrise und Leistungsgesellschaft, Einsamkeit und Vereinzelung erzählt. Der Schauplatz Sevilla erscheint dabei realistisch und ohne pittoreske Klischees.“